# Oldsmobile Modell 30
Der Oldsmobile Modell 30-A war ein PKW der oberen Mittelklasse, der 1923 von Oldsmobile, einer Marke von General Motors, herausgebracht wurde. Seine Nachfolger mit den Bezeichnungen B-E wurden bis 1927 gefertigt.
Im ersten Produktionsjahr war der Wagen das mittlere Modell in der Oldsmobile-Palette. Daneben gab es noch das Modell 43-A mit vier Zylindern und das Modell 47 mit acht Zylindern. Der neue Wagen konnte damit als Nachfolger des Modells 37 aus dem Modelljahr 1921 gelten. Der als 2-türiger Roadster, 4-türiger Tourer, 2-türiges Coupé und 4-türige Limousine erhältliche Wagen hatte einen seitengesteuerten Sechszylinder-Reihenmotor mit 2769 cm³ Hubraum, der eine Leistung von 42 bhp (31 kW) abgab, die über eine Einscheiben-Trockenkupplung, ein Dreiganggetriebe mit Mittelschaltung und eine Kardanwelle an die Hinterräder weitergeleitet wurde. Alle vier Räder waren mit Holzspeichen versehen und die Hinterräder mechanisch gebremst.
Das Modell 30-B des Jahres 1924 war nach Einstellung der Vier- und Achtzylinderwagen das einzige Oldsmobile-Modell. Zur Palette der Aufbauten gesellte sich ein 2-türiger Brougham (Limousine). Technisch und stilistisch gab es wenig Änderungen.
1925 kam das Modell 30-C heraus. Es hatte einen modernisierten Kühler und vorher vernickelte Teile wurden ab Mitte des Jahres in verchromter Ausführung geliefert. Neben den Standard-Modellen gab es besser ausgestattete Deluxe-Ausführungen. Die Motorleistung sank auf 40 bhp (29 kW) der Radstand wuchs um rund 12 mm (½″).
Das Modell 30-D wurde bereits 1925 parallel zum C-Modell angeboten. Eigentlich wurde es aber als Modell 1926 geführt. Der Übergang vom Motorraum zur Spritzwand war nun nicht mehr stumpf, sondern wieder so geschwungen wie bei den früheren Torpedo-Modellen. Dazu gab es erstmals Zweifarbenlackierung auf Wunsch. Als luxuriösester Aufbau kam ein 4-türiges Landaulet dazu. Die Motorleistung stieg wieder auf 41 bhp (30 kW). Die Räder gab es mit Holz- oder Drahtspeichen oder als Stahlscheibenräder.
1927 bekam das Modell 30-E einen größeren Motor. Er besaß 3031 cm³ Hubraum und leistete 47 bhp (34,6 kW). Erstmals bei Oldsmobile gab es Bremsen an allen vier Rädern. Die Räder waren mit Holz- oder Drahtspeichen versehen.
Im Folgejahr ersetzte der Oldsmobile F-28 das Modell 30. In 5 Jahren waren 236.474 Wagen des Modells 30 A-E entstanden.